# Shirley MacLaine
Shirley MacLaine (nacida Shirley MacLean Beaty; Richmond, Virginia, 24 de abril de 1934) es una actriz, cantante, bailarina, escritora y activista estadounidense. Su labor profesional en el teatro, el cine y la televisión se ha extendido durante más de 60 años y le ha  premiado con los reconocimientos más importantes de la industria cinematográfica.
Ha tenido seis candidaturas al premio Óscar, ganándolo como mejor actriz por su interpretación en la comedia dramática La fuerza del cariño de 1983. También fue candidata por las películas Como un torrente de 1958, The Apartment de 1960, Irma la dulce de 1963, The Turning Point de 1977 y por The Other Half of the Sky: A China Memoir, un documental de 1975 por el cual fue candidata en la categoría de mejor largometraje documental. Por sus contribuciones al séptimo arte y a la cultura estadounidense a través de las artes interpretativas, MacLaine recibió el Premio Kennedy en 2013 y el reconocimiento a su vida y obra por el American Film Institute en 2012. Otros premios en su haber incluyen: dos premios BAFTA, un Primetime Emmy y seis Globos de Oro, uno de ellos honorífico. Es hermana del actor Warren Beatty. MacLaine es una de las últimas estrellas vivas del Hollywood clásico.

## Biografía

### Primeros años
Llamada en honor de Shirley Temple, MacLaine nació en Richmond (Virginia), fruto de la relación entre Ira Owens Beaty, profesor de psicología estadounidense de origen inglés, y Kathlyn Corinne (nombre de soltera MacLean), canadiense de origen irlandés y escocés, profesora de teatro. Es la hermana mayor del también actor Warren Beatty, aunque nunca han trabajado juntos. Ella utilizó el nombre de soltera de su madre aunque lo cambió parcialmente. Su familia pertenecía a la iglesia bautista. Su tío (el cuñado de su madre) fue A. A. MacLeod, miembro reconocido comunista de Ontario en la década de los 40. MacLaine creció en Waverly (Virginia), se graduó en educación secundaria y se trasladó a Nueva York para vivir su sueño de ser actriz de Broadway. 
Cuando era pequeña, tenía tobillos débiles y se caía con el más mínimo paso en falso, por lo que su madre decidió inscribirla en clases de ballet en la Escuela de Ballet de Washington a los tres años. Acudió a clases de ballet fervorosamente durante toda su juventud; no faltó a ninguna. Siempre que representaban una pieza, interpretaba el papel de chico, debido a que era la más alta del grupo. Estaba tan decidida y tan empeñada en ser bailarina que su pesadilla recurrente durante la infancia era que perdía el bus hacia la clase. Consiguió interpretar el papel de hada madrina en Cenicienta y, mientras calentaba entre bastidores, se rompió el tobillo. Estaba tan decidida que se ató fuertemente sus lazos de los tobillos a sus zapatos de punta descubierta y continuó con el espectáculo. Después de acabar, llamó a una ambulancia.
Finalmente, MacLaine decidió que el ballet profesional no era para ella. Dijo que no tenía realmente el tipo adecuado de cuerpo y que no quería privarse de la comida. Tampoco sus pies eran suficientemente buenos (no tenía el empeine y el arco muy altos), ni era «una belleza exquisita». En este punto, decidió cambiar de objetivo y centrarse en el teatro.

### Años 50: Inicios de la carrera

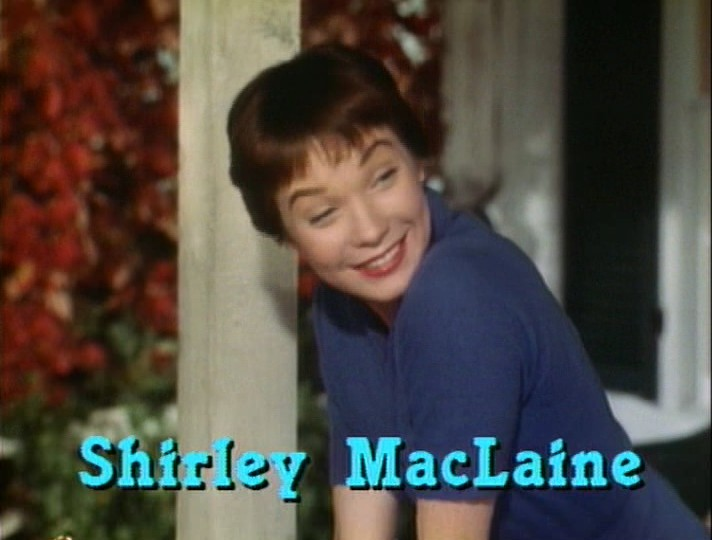
MacLaine en su película debut, Pero... ¿quién mató a Harry? (1955).

El verano antes de su graduación en el instituto, MacLaine se trasladó a Nueva York para intentar actuar en Broadway. Allí obtuvo un papel representativo en el coro del musical de Oklahoma! Después de graduarse, volvería y sería miembro del ballet de la producción de Broadway Me and Juliet (1953–1954). Consiguió ser actriz suplente de Carol Haney en The Pajama Game. En mayo de 1954, Haney  se rompió el tobillo durante la matineé del miércoles y MacLaine la reemplazó. Unos pocos meses después, con Haney aún fuera de servicio, el director y productor Hal B. Wallis, que estaba entre el público, tomó nota de MacLaine y la contrató para que fuera a Hollywood a trabajar para Paramount Pictures. Más tarde, Shirley demandaría a Wallis sobre una disputa contractual, un pleito que se cree que ayudó a erradicar el antiguo estilo de gestión de actores por parte de los estudios.
Su primera película fue Pero... ¿quién mató a Harry?, de Alfred Hitchcock, en 1955 por el que ganaría el Globo de Oro a la nueva actriz estrella del año. En ese momento, su trayectoria se lanzó. A ese film le siguieron, Cómicos en París (también en 1955), el papel femenino central de La vuelta al mundo en 80 días (1956), Hot Spell y Como un torrente (ambas en 1958). Por esta última, conseguiría su primera nominación a los Oscar y segundo a los Globos de Oro.

### Años 60: Del apartamento al estrellato

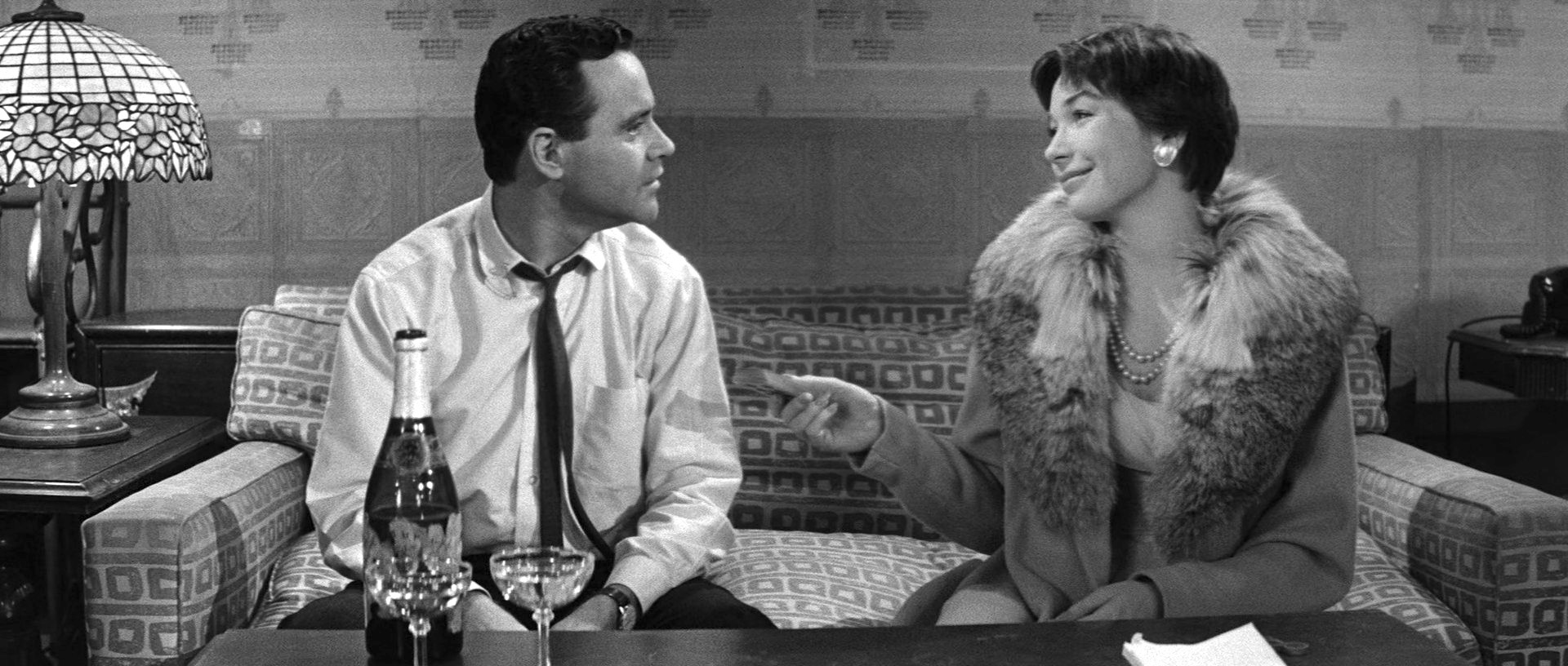
MacLaine junto a Jack Lemmon en The Apartment (1960).

Nada más empezar la década, en 1960, McLaine protagonizó junto a Jack Lemmon la película The Apartment, bajo la dirección de Billy Wilder. The Apartment recibió críticas positivas de diversas fuentes, ganó cinco premios Óscar (incluido el de mejor película) y recaudó más de 30 millones de dólares a nivel mundial. Por su trabajo en este filme fue nominada por segunda vez al premio Óscar como Mejor actriz. Además ganó un premio BAFTA por Mejor actriz extranjera y un Globo de Oro por Mejor actriz de comedia o musical. A pesar de que estaba en todas las quinielas al Óscar, MacLaine no consiguió la estatuílla. Posteriormente, dijo en una entrevista, pensé que ganaría por The Apartment, pero entonces, Elizabeth Taylor [que finalmente ganaría] tuvo una traqueotomía". Charlize Theron, haciendo un discurso en la ceremonia de los Óscars de 2016, elogió la actuación de MacLaine como "cruda, real y divertida", y por hacer que "esta película en blanco y negro se sienta como si estuviera en color".
También en el mismo año actuó en Ocean's Eleven, junto al Rat Pack donde realizó una breve aparición a modo de cameo, y Can-Can, adaptación cinematográfica del musical homónimo. En esta última compartió escena con Frank Sinatra, Louis Jourdan, Maurice Chevalier y Juliet Prowse, y fue dirigida por Walter Lang. Trabajó en 1961 junto a Audrey Hepburn en la película dramática La calumnia (The Children's Hour), basada en la obra teatral de 1934 escrita por Lillian Hellman. La película explica como dos profesoras son acusadas de lesbianismo por parte de una de sus alumnas. Su desempeño en este filme le supuso una nueva candidatura al Globo de Oro, esta vez por Mejor actriz de drama. En ese mismo año actuó en All in a Night's Work y Two Loves, las cuales no tuvieron éxito.
En 1963 protagonizó la comedia romántica Irma la dulce dirigida por Billy Wilder, al lado de Jack Lemmon, con gran éxito de crítica y taquilla. Representó en esta icónica película a una prostituta, un personaje pensado originalmente para Marilyn Monroe. Este trabajo le valió a la actriz el Globo de Oro por Mejor actriz de comedia o musical, además de una nueva candidatura al premio Óscar a la Mejor actriz. Al año siguiente participó en otro proyecto inicialmente pensado para Monroe, el filme dirigido por J. Lee Thompson, What a Way to Go!, con Paul Newman, Robert Mitchum, Dean Martin, Gene Kelly, Margaret Dumont y Dick Van Dyke, alcanzando una buena acogida en todo el mundo.
Según comenta la misma actriz, fue candidata a ser la protagonista de la película de Bonnie y Clyde pero cuando su hermano Warren entró en el proyecto, la acabaron echando. La actriz comentó que "habría sido una película incestuosa, pero la verdad es que me encantaría hacer una escena romántica con él".

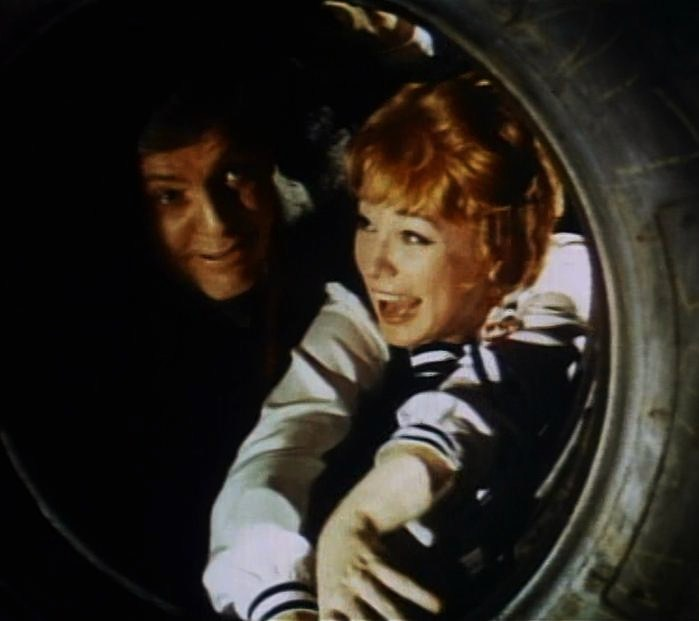
MacLaine y John McMartin en un fotograma de Noches en la ciudad (1969)

En 1969, MacLaine protagonizó la versión cinematográfica del musical Noches en la ciudad (Sweet Charity), dirigida por Bob Fosse y basado en Las noches de Cabiria de Federico Fellini. Gwen Verdon, quien hizo el papel en el teatro, esperaba interpretar a Charity en la versión cinematográfica. Sin embargo, MacLaine ganó el papel debido a que su nombre era más conocido por el público en ese momento. Verdon firmó como asistente de coreografía, ayudando a MacLaine en los bailes y guiando la cámara a través de algunas de las rutinas más complejas. MacLaine recibió la nominación al Globo de Oro a la mejor actriz a la mejor comedia o musical. El film, aunque no triunfó en taquilla, lanzó la carrera de Fosse, que tres años después triunfaría con su siguiente película: Cabaret (1972).

### 1970–1976: Años de declive
En la década de los 70 comenzó a espaciar sus apariciones en la gran pantalla. En 1970, Don Siegel la dirigió para que protagonizara junto a Clint Eastwood Dos mulas y una mujer (Two Mules for Sister Sara) (1970). El director dijo en una entrevista: "Es difícil sentir una gran afecto hacia ella. Es demasiado poco femenina y tiene demasiadas pelotas. Es muy, muy dura."
MacLaine hizo el papel de una fotógrafa en la sitcom, Shirley's World (1971–1972), coproducida por Sheldon Leonard y ITC y rodado en Gran Bretaña. En esla serie, interpretaba el papel de una fotógrafa que viaja por todo el mundo. 
En 1974, volvió al teatro para protagonizar la revista musical If They Could See Me Now, que fue un gran éxito en Nueva York, Los Ángeles, Las Vegas, Atlantic City, además de las giras enormemente exitosas por todas las más importantes capitales del mundo. Este espectáculo fue objeto de una adaptación televisiva posteriormente, en aquel mismo 1974, de un especial de la CBS que logró un Emmy. Más tarde, la actriz también fue protagonista en otros dos especiales televisivos: The American Spirit (1976), y Gypsy in My Soul (1976), que también fue premiado con un Emmy.
Su documental The Other Half of the Sky: A China Memoir (1975), codirigida con Claudia Weill, concentra las experiencias de las mujeres en China. Fue nominada a la Óscar al mejor largometraje documental. En 1976, MacLaine apareció en una serie de conciertos en el London Palladium y en Palace Theatre de Nueva York. Posteriormente, publicó su álbum en directo Shirley MacLaine Live at the Palace. Junto a Anne Bancroft protagonizó Paso decisivo (The Turning Point) (1977), MacLaine interpreta a una bailarina retirada (muy parecida a su propia vida) y recibió una nominación al Óscar a la mejor actriz. En 1978, fue premiada con el Crystal Award para mujeres destacadas que, a través de su resistencia y la excelencia de su trabajo, han ayudado a ampliar el papel de la mujer dentro de la industria del entretenimiento.

### 1979-1983: Óscar y faceta de escritora
En 1979 protagonizó junto a Peter Sellers la película satírica de Hal Ashby Bienvenido Mr. Chance (Being There). El film describe la vida de Chance (Sellers), un jardinero con poca inteligencia y fascinado por la televisión, quien se convierte en un improbable asesor de confianza de un poderoso hombre de negocios y un conocedor de la política de Washington, después de que muere su antiguo y rico jefe. La película recibió elogios generalizados y Roger Ebert escribió que admiraba la película "por tener las agallas de tomar este concepto totalmente extraño y llevarlo a su última conclusión cómica". MacLaine recibió las nominaciones a los Premios BAFTA y el Globo de oro por su interpretación.

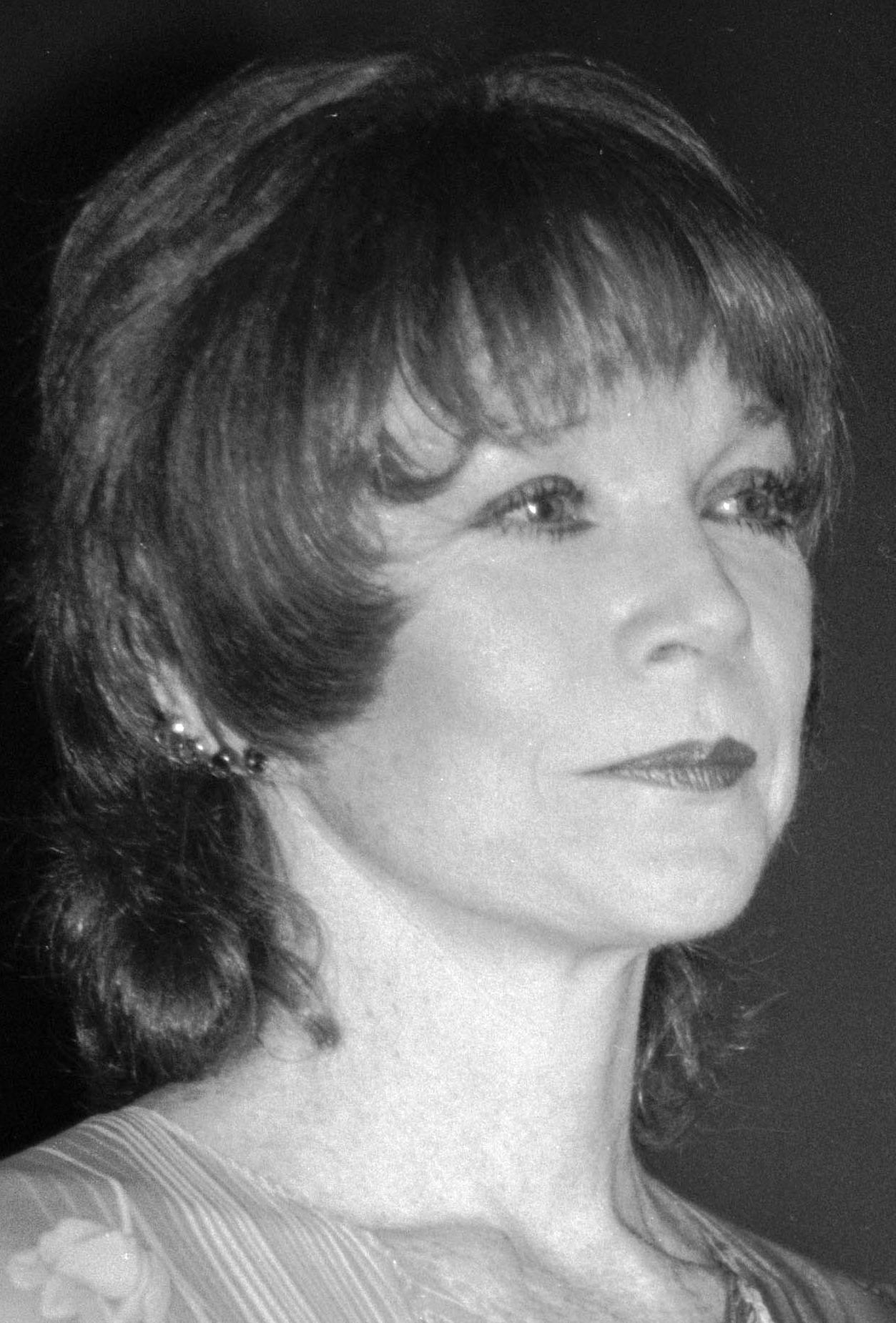
MacLaine en septiembre de 1987

En 1980, MacLaine protagonizó Sólo para adultos (A Change of Seasons) junto a Anthony Hopkins. La relación de los dos actores fue mala, la película fue un fracaso en taquilla y las críticas no acompañaron echando la culpa sobre todo al guion. MacLaine, a pesar de todo, se salvó de las críticas. Vincent Canby escribió en The New York Times que la película "no exhibe ningún sentido del humor y ningún aprecio por lo ridículo... el guión [es] a menudo espantoso... la única actuación atractiva es la de la señorita MacLaine, y es demasiado buena para ser verdad. Sin embargo, A Change of Seasons demuestra una cosa. Una farsa sobre personajes que han sido liberados de sus obligaciones convencionales rápidamente se vuelve sin rumbo."
En 1983, MacLaine protagonizó la película de James L. Brooks La fuerza del cariño (Terms of Endearment) (1983) haciendo el papel de la madre de Debra Winger. El film se centra en la extraña relación entre madre e hija durante 30 años. En el film, también aparecen Jack Nicholson, Jeff Daniels y John Lithgow. La cinta fue un gran éxito tanta de crítica como de público. De hecho, ocupó el segundo puesto en el ránking de películas taquilleras de 1983, recaudando 108 millones de dólares. También tuvo su repercusión en los Óscars. La película recibió once nominaciones y recogió cinco estuíllas, entre ellas la de Mejor actriz para MacLaine, el primero que conseguía en su carrera.
En su trabajo como actriz, alternó su trabajo cinematográfico con su dedicación a la escritura (faceta en la que destaca la publicación de sus memorias) y al teatro, que tuvo marginado durante sus mejores años de cine.

### 1984-...: Carrera post-Óscar
MacLaine continuó trabajando en películas de alto presupuesto, como el drama sureño Magnolias de acero (Steel Magnolias) (1989) dirigida por Herbert Ross junto a Sally Field, Julia Roberts y Dolly Parton. La cinta se centra en un grupo de mujeres de un pequeño pueblo del sur y como reaccionan ante la muerte de su ser querido. El film fue un éxito de taquilla recaudando 97 millones de dólares en Estados Unidos. MacLaine recibió la nominación de los Premios BAFTA. Posteriormente, trabajó en el proyecto de Mike Nichols Postales desde el filo (Postcards from the Edge ) (1990) junto a Meryl Streep, interpretando una versión ficticia de Debbie Reynolds de un guion de la hija de Reynolds, Carrie Fisher. Fisher escribió el guion basado en su libro. MacLaine recibió otra nominación al Globo de Oro por su actuación.

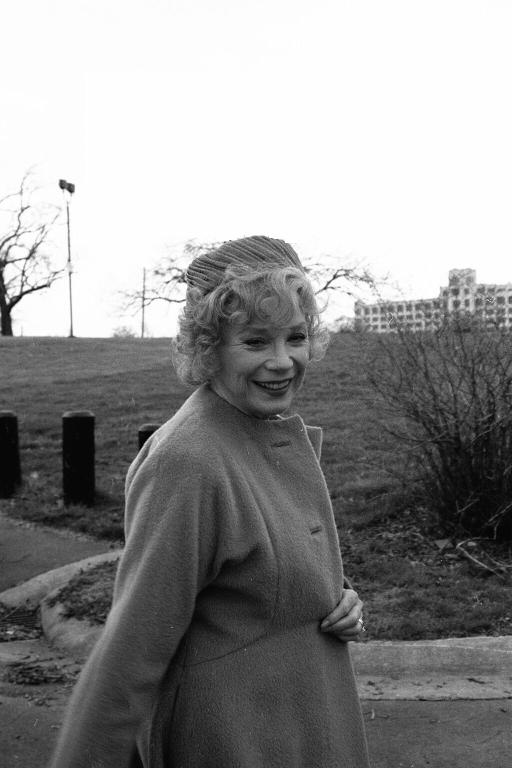
MacLaine en el rodaje de Tess y su guardaespaldas

MacLaine continuó actuando en películas como Romance otoñal (Used People) (1992) con Jessica Tandy y Marcello Mastroianni; Tess y su guardaespaldas (Guarding Tess) (1994) con Nicolas Cage; Con cariño desde el cielo (Mrs. Winterbourne) (1996), con Ricki Lake y Brendan Fraser; La fuerza del cariño, la historia continúa (The Evening Star) (1996); Dicen por ahí... (Rumor Has It…)(2005) con Kevin Costner y Jennifer Aniston; En sus zapatos (In Her Shoes ) (2005) con Cameron Diaz y Toni Collette y  Cerrando el círculo (Closing the Ring) (2007) dirigida por Richard Attenborough y protagonizada por Christopher Plummer. Volvería a coincidir con Plummer en la comedia de 2014 Elsa & Fred dirigida por Michael Radford. En 2000, haría su primera y última intervención como directora con Bruno, que también protagonizaría. En 2011, MacLaine trabajaría en la comedia negra de Richard Linklater Bernie junto a Jack Black y Matthew McConaughey.
MacLaine también apareció en numerosos proyectos televisivos, como la miniserie autobiográficas basada en su propio libro de memorias Out on a Limb así como The Salem Witch Trials, These Old Broads escrito por Carrie Fisher y coprotagonizado por Elizabeth Taylor, Debbie Reynolds y Joan Collins. En 2009, también encabezó el reparto de Coco Before Chanel, una producción de Lifetime basada en la vida de Coco Chanel con la que ganó las nominaciones a los Premios Emmy y al Globo de Oro. También apareció en la tercera y cuarta temporada del drama británico Downton Abbey en le papel de Martha Levinson, madre de Cora, Condesa de Grantham (interpretado por Elizabeth McGovern) y Harold Levinson (interpretado por Paul Giamatti) en 2012–2013.
En 2016, MacLaine protagonizó Como reinas (Wild Oats) con Jessica Lange y la versión de La sirenita de 2018. En 2022, volvió a la televisión para la serie de la cadena Hulu Only Murders in the Building.

## Vida privada
MacLaine estuvo casada con el hombre de negocios Steve Parker hasta 1982. Tuvieron una hija, Sachi Parker (n. 1956). Cuando Sachi tenía veintitantos años, se enteró de que su madre creía que su padre Steve no era su padre real, sino un clon del verdadero, un astronauta llamado Paul.

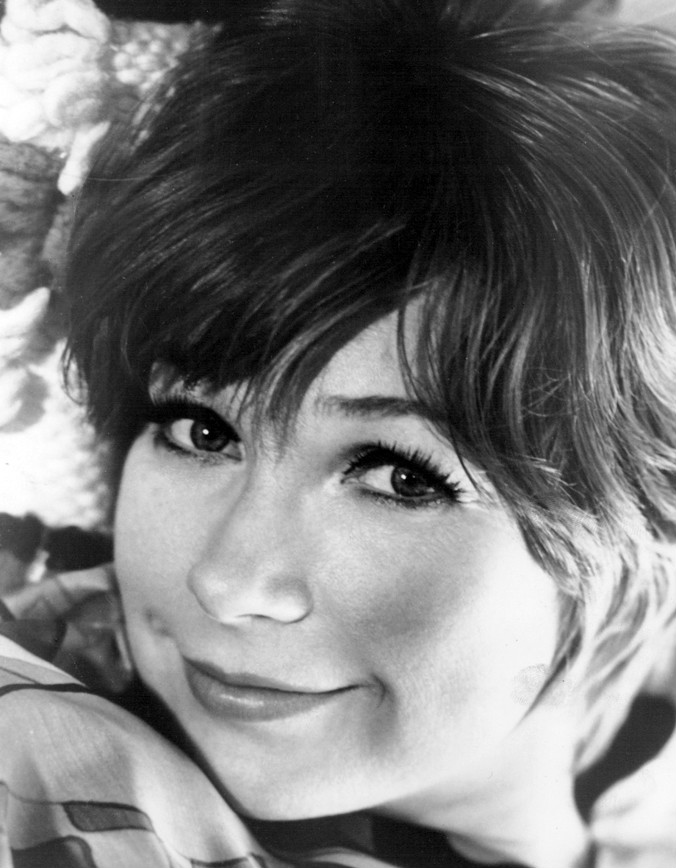
MacLaine, 1970

En abril de 2011, mientras hacía promoción de su nuevo libro, I'm Over All That, reveló a Oprah Winfrey que había tenido una relación abierta con su marido. MacLaine también confesó a Winfrey que se enamoró de la mayoría de los actores con los que ha trabajado con excepción de Jack Lemmon y Jack Nicholson. En los círculos políticos, MacLaine es conocida por su antigua relación con Andrew Peacock, un antiguo aspirante a primer ministro de Australia por el Partido Liberal que más tarde fue nombrado embajador de los Estados Unidos. También tiene una amistad cercana con el diputado de Ohio Dennis Kucinich, que fue candidato por los demócratas en las primarias presidenciales de 2004.
MacLaine tuvo diferencias muy notables con sus compañeros de reparto Anthony Hopkins, de la que dijo "es la actriz más desagradable con la que he trabajado" y Debra Winger.

### Experiencias paranormales y polémicas
MacLaine siempre ha mantenido un interés en la espiritualidad y la metafísica y que son temas centrales en algunos de sus libros como Out on a Limb y Dancing in the Light. También hizo el Camino de Santiago en España durante 30 días, junto a Chris Griscom y que levantó mucha expectación y que le sirvió para escribir el libro "Terry and the Camino". y practicaba la meditación trascendental. El escritor mexicano Carlos Fuentes le dedicó su novela Cumpleaños, en la que trata el tema de la reencarnación.
Durante algún tiempo, MacLaine expresó su creencia de que era una encarnación de una princesa de Atlantis y que su hermano era un espíritu llamado Ramtha de 35.000 años de edad, canalizado por la maestra mística y autora J. Z. Knight.
También la actriz mostró interés por los OVNIS, y dio numerosas entrevistas para CNN, NBC y Fox al respecto en 2008 ya que en su libro Sage-ing While Age-ing (2007), describió que había tenido encuentros con alienígenas en 1952 en Washington D. C.. En un programa de The Oprah Winfrey Show en abril de 2011, MacLaine asegura que su vecino y ella habían observado numerosos objetos volantes misteriosos en su rancho de Nuevo México.
En 2015, MacLaine fue muy criticada por sus declaraciones sobre judíos, cristianos y Stephen Hawking. Comentó que las víctimas del Holocausto habían experimentado los resultados de su propio karma y sugirió que Hawking se había causado a sí mismo la enfermedad de ELA para poder potenciar sus capacidades en física.

### Litigios
MacLaine encontró su camino en muchos libros de casos de la escuela de Derecho cuando demandó a 20th Century Fox por incumplimiento de un contrato. En 1966, el estudio renunció a su acuerdo para que ella protagonizara la versión cinematográfica del musical de Broadway Bloomer Girl, basada en la vida de la feminista y sufragista Amelia Bloomer, que se iba a filmar en Hollywood y que finalmente fue cancelado. Pero la Fox le dio a MacLaine una semana para aceptar el papel en el western Big Country, Big Man que se iba a rodar en Australia y, de esta manera, salir de su obligación contractual de pagarle por la película cancelada. El caso fue llevado por la actriz a la Corte Suprema de Californa en 1970, que falló en favor de MacLaine.

## Filmografía
| Año  | Título en español                          | Título original                       | Director/a                   | Personaje                                                |
| ---- | ------------------------------------------ | ------------------------------------- | ---------------------------- | -------------------------------------------------------- |
| 1955 | Pero... ¿quién mató a Harry?               | The Trouble With Harry                | Alfred Hitchcock             | Jennifer Rogers                                          |
| 1955 | Artistas y modelos                         | Artists and Models                    | Frank Tashlin                | Bessie Sparrowbrush                                      |
| 1956 | La vuelta al mundo en ochenta días         | Around the World in 80 Days           | Michael Anderson             | Princesa Aouda                                           |
| 1958 | Hot Spell                                  | Hot Spell                             | Daniel Mann                  | Virginia Duval                                           |
| 1958 | La casamentera                             | The Matchmaker                        | Joseph Anthony               | Irene Molloy                                             |
| 1958 | Como un torrente                           | Some Came Running                     | Vincente Minnelli            | Ginnie Moorehead                                         |
| 1958 | Furia en el valle                          | The Sheepman                          | George Marshall              | Dell Payton                                              |
| 1959 | Todas las mujeres quieren casarse          | Ask Any Girl                          | Charles Walters              | Meg Wheeler                                              |
| 1959 | Los ambiciosos                             | Career                                | Joseph Anthony               | Sharon Kensington                                        |
| 1960 | Can-Can                                    | Can-Can                               | Walter Lang                  | Simone Pistache                                          |
| 1960 | La cuadrilla de los once                   | Ocean's eleven                        | Lewis Milestone              | Chica bebida                                             |
| 1960 | El apartamento                             | The apartment                         | Billy Wilder                 | Fran Kubelik                                             |
| 1961 | Todo en una noche                          | All in a Night's Work                 | Joseph Anthony               | Katie Robbins                                            |
| 1961 | La Calumnia                                | The Children's Hour                   | William Wyler                | Martha Dobie                                             |
| 1961 | Dos amores                                 | Two Loves                             | Charles Walters              | Anna Vorontosov                                          |
| 1962 | Mi dulce geisha                            | My Geisha                             | Jack Cardiff                 | Lucy Dell/Yoko Mori                                      |
| 1962 | Cualquier día en cualquier esquina         | Two For the Seesaw                    | Robert Wise                  | Gittel Mosca                                             |
| 1963 | Irma la dulce                              | Irma la Douce                         | Billy Wilder                 | Irma la dulce                                            |
| 1964 | El Rolls Royce amarillo                    | The Yellow Rolls-Royce                | Anthony Asquith              | Mae Jenkins                                              |
| 1964 | Ella y sus maridos                         | What a Way to Go!                     | J. Lee Thompson              | Louisa May Foster                                        |
| 1965 | Una yanqui en el harén                     | John Goldfarb, Please Come Home       | J. Lee Thompson              | Jenny Erichson                                           |
| 1966 | Ladrona por amor                           | Gambit                                | Ronald Neame                 | Nicole Chang                                             |
| 1967 | Siete veces mujer                          | Sette volte donna                     | Vittorio De Sica             | Paulette/María Teresa/Linda/Edith/Eve Minou/Marie/Jeanne |
| 1968 | Los pecados de la señora Blossom           | The Bliss of Mrs. Blossom             | Joseph McGrath               | Harriet Blossom                                          |
| 1969 | Noches en la ciudad                        | Sweet Charity                         | Bob Fosse                    | Charity Hope Valentine                                   |
| 1970 | Dos mulas y una mujer                      | Two Mules for Sister Sara             | Don Siegel                   | Sara                                                     |
| 1971 | Personajes desesperados                    | Desperate Characters                  | Frank D. Gilroy              | Sophie Bentwood                                          |
| 1972 | La posesión de Joel Delaney                | Posesión                              | Waris Hussein                | Norah Benson                                             |
| 1977 | Paso decisivo                              | The Turning Point                     | Herbert Ross                 | Deedee Rodgers                                           |
| 1979 | Bienvenido Mr. Chance -Desde el jardín     | Being There                           | Hal Ashby                    | Eve Rand                                                 |
| 1980 | Sólo para adultos                          | A Change of Seasons                   | Richard Lang                 | Karyn Evans                                              |
| 1980 | Cambio de esposas                          | Loving Couples                        | Jack Smight                  | Evelyn                                                   |
| 1983 | La fuerza del cariño                       | Terms of Endearment                   | James L. Brooks              | Aurora Greenway                                          |
| 1984 | Los locos del Cannonball II                | Cannonball Run 2                      | Hal Needham                  | Veronica                                                 |
| 1987 | Lo que sé de mí (miniserie TV)             | Out of the limb                       | Robert Butler                | Shirley MacLaine (autobiografía espiritual)              |
| 1988 | Madame Sousatzka                           | Madame Sousatzka                      | John Schlesinger             | Madame Yuvline Sousatzka                                 |
| 1989 | Magnolias de acero                         | Steel Magnolias                       | Herbert Ross                 | Ouiser Boudreaux                                         |
| 1990 | Postales desde el filo                     | Postcards from the Edge               | Mike Nichols                 | Doris Mann                                               |
| 1990 | Milagro a la carta                         | Waiting for the Light                 | Christopher Monger           | Tía Zena                                                 |
| 1991 | El cielo próximamente                      | Defending Your Life                   | Albert Brooks                | Ella misma                                               |
| 1992 | Romance otoñal                             | Used People                           | Beeban Kidron                | Pearl Berman                                             |
| 1993 | Vaya par de amigos                         | Wrestling Ernest Hemingway            | Randa Haines                 | Helen Cooney                                             |
| 1994 | Tess y su guardaespaldas                   | Guarding Tess                         | Hugh Wilson                  | Tess Carlisle                                            |
| 1995 | Toquemos un vals (TV)                      | The West Side Waltz                   | Ernest Thompson              | Margaret Mary Elderdice                                  |
| 1996 | La fuerza del cariño II                    | The Evening Star                      | Robert Harling               | Aurora Greenway                                          |
| 1996 | Con cariño desde el cielo                  | Mrs. Winterbourne                     | Richard Benjamin             | Grace Winterbourne                                       |
| 1997 | A Smile Like Yours                         | Keith Samples                         | Martha                       |                                                          |
| 1999 | Juana de Arco (TV)                         | Joan of Arc                           | Christian Duguay             | Madame de Beaurevoir                                     |
| 2000 | Bruno                                      | Bruno                                 | Shirley MacLaine             | Helen                                                    |
| 2001 | Esas chicas fabulosas (TV)                 | These Old Broads                      | Matthew Diamond              | Kate Westbourne                                          |
| 2002 | Las brujas de Salem                        | The Salem Witch Trials                | Joseph Sargent               | Rebecca Nurse                                            |
| 2002 | La batalla de Mary Kay                     | Hell on Heels: The Battle of Mary Kay | Ed Gernon                    | Mary Kay                                                 |
| 2003 | Carolina                                   | Carolina                              | Marleen Gorris               | Abuela Millicent Mirabeau                                |
| 2005 | Dicen por ahí...                           | Rumor Has It...                       | Rob Reiner                   | Katharine Richelieu                                      |
| 2005 | En sus zapatos                             | In Her Shoes                          | Curtis Hanson                | Ella Hirsch                                              |
| 2005 | Embrujada                                  | Bewitched                             | Nora Ephron                  | Iris Smythson/Endora                                     |
| 2007 | Cerrando el círculo                        | Closing the Ring                      | Richard Attenborough         | Ethel Ann                                                |
| 2008 | Ana de las Tejas Verdes: un nuevo comienzo | Anne of Green Gables: A New Beginning | Kevin Sullivan               | Amelia Thomas                                            |
| 2008 | Coco Chanel                                | Coco Chanel                           | Christian Duguay             | Coco Chanel                                              |
| 2009 | Historias de San Valentín                  | Valentine's Day                       | Garry Marshall               | Estelle                                                  |
| 2011 | Bernie                                     | Bernie                                | Richard Linklater            | Marjorie Nugent                                          |
| 2013 | La vida secreta de Walter Mitty            | The Secret Life of Walter Mitty       | Ben Stiller                  | Edna Mitty                                               |
| 2014 | Elsa & Fred                                | Elsa & Fred                           | Michael Radford              | Elsa Hayes                                               |
| 2016 | Como reinas                                | Wild Oats                             | Andy Tennant                 | Eva                                                      |
| 2016 | La Navidad puede esperar (TV)              | A Heavenly Christmas                  | Paul Shapiro                 | Iris Smythson/Endora                                     |
| 2017 | Mi última palabra                          | The Last Word                         | Mark Pellington              | Harriet                                                  |
| 2018 | La sirenita                                | The Little Mermaid                    | Chris Bouchard, Blake Harris | Abuela                                                   |
| 2019 | Noelle                                     | Noelle                                | Marc Lawrence                | Elfo Polly                                               |
| 2022 | American Dreamer                           | American Dreamer                      | Paul Dektor                  | Astrid Fanelli                                           |
| 2024 | Un asunto familiar                         | A Family Affair                       | Richard LaGravenese          | TBA                                                      |

## Trabajo en televisión
- Only Murders in the Building (2022)
- Glee (2014)
- Downton Abbey (2012)
- Coco Chanel (2008)
- Shirley's World (1971-1972)
- Out on a Limb (1987)

## Premios
Óscar
| Año  | Categoría              | Película                                  | Resultado |
| ---- | ---------------------- | ----------------------------------------- | --------- |
| 1959 | Mejor actriz           | Como un torrente                          | Nominada  |
| 1961 | Mejor actriz           | El apartamento                            | Nominada  |
| 1964 | Mejor actriz           | Irma la dulce                             | Nominada  |
| 1976 | Mejor corto documental | The Other Half of the Sky: A China Memoir | Nominada  |
| 1978 | Mejor actriz           | The Turning Point                         | Nominada  |
| 1984 | Mejor actriz           | La fuerza del cariño                      | Ganadora  |

Globos de Oro
| Año  | Categoría                             | Película                              | Resultado |
| ---- | ------------------------------------- | ------------------------------------- | --------- |
| 2009 | Mejor actriz de miniserie o telefilme | Coco Chanel                           | Nominada  |
| 2006 | Mejor actriz de reparto               | En sus zapatos                        | Nominada  |
| 2003 | Mejor actriz de miniserie o telefilme | Hell on Heels: The Battle of Mary Kay | Nominada  |
| 1998 | Premio Cecil B. DeMille               | Premio Cecil B. DeMille               | Ganadora  |
| 1995 | Mejor actriz - Comedia o musical      | Tess y su guardaespaldas              | Nominada  |
| 1993 | Mejor actriz - Comedia o musical      | Romance otoñal                        | Nominada  |
| 1991 | Mejor actriz de reparto               | Postales desde el filo                | Nominada  |
| 1989 | Mejor actriz - Drama                  | Madame Sousatzka                      | Ganadora  |
| 1988 | Mejor actriz de miniserie o telefilme | Lo que se de mi                       | Nominada  |
| 1984 | Mejor actriz - Drama                  | La fuerza del cariño                  | Ganadora  |
| 1980 | Mejor actriz - Comedia o musical      | Bienvenido Mr.Chance                  | Nominada  |
| 1970 | Mejor actriz - Comedia o musical      | Noches en la ciudad                   | Nominada  |
| 1968 | Mejor actriz - Comedia o musical      | Siete veces mujer                     | Nominada  |
| 1967 | Mejor actriz - Comedia o musical      | Gambit                                | Nominada  |
| 1964 | Mejor actriz - Comedia o musical      | Irma la Dulce                         | Ganadora  |
| 1962 | Mejor actriz - Drama                  | La Calumnia                           | Nominada  |
| 1961 | Mejor actriz - Comedia o musical      | El apartamento                        | Ganadora  |
| 1960 | Mejor actriz - Comedia o musical      | Todas las mujeres quieren casarse     | Nominada  |
| 1959 | Mejor actriz - Drama                  | Como un torrente                      | Nominada  |
| 1955 | Nueva estrella del año-Actriz         | Nueva estrella del año-Actriz         | Ganadora  |

Premios BAFTA
| Año  | Categoría               | Película                          | Resultado |
| ---- | ----------------------- | --------------------------------- | --------- |
| 1990 | Mejor actriz            | Postales desde el filo            | Nominada  |
| 1990 | Mejor actriz de reparto | Magnolias de acero                | Nominada  |
| 1984 | Mejor actriz            | La fuerza del cariño              | Nominada  |
| 1980 | Mejor actriz            | Bienvenido Mr. Chance             | Nominada  |
| 1964 | Mejor actriz            | Irma la dulce                     | Nominada  |
| 1960 | Mejor actriz            | El apartamento                    | Ganadora  |
| 1959 | Mejor actriz            | Todas las mujeres quieren casarse | Ganadora  |
| 1956 | Mejor actriz            | Pero... ¿quién mató a Harry?      | Nominada  |

Festival Internacional de Cine de Berlín
| Año  | Categoría                                       | Película                          | Resultado |
| ---- | ----------------------------------------------- | --------------------------------- | --------- |
| 1959 | Oso de Plata a la mejor actriz                  | Todas las mujeres quieren casarse | Ganadora  |
| 1971 | Oso de Plata a la mejor interpretación femenina | Personajes desesperados           | Ganadora  |

Festival Internacional de Cine de Venecia
| Año  | Categoría                    | Galardonado      | Resultado |
| ---- | ---------------------------- | ---------------- | --------- |
| 1960 | Copa Volpi a la mejor actriz | El apartamento   | Ganadora  |
| 1988 | Copa Volpi a la mejor actriz | Madame Sousatzka | Ganadora  |

Satellite Awards
| Año  | Categoría                        | Película                  | Resultado |
| ---- | -------------------------------- | ------------------------- | --------- |
| 2005 | Mejor Actriz de reparto - Drama  | In Her Shoes              | Nominada  |
| 1997 | Mejor Actriz - Musical o Comedia | Con cariño desde el cielo | Nominada  |

Medallas del Círculo de Escritores Cinematográficos
| Año  | Categoría               | Película | Resultado |
| ---- | ----------------------- | -------- | --------- |
| 1961 | Mejor actriz extranjera | Can-Can  | Ganadora  |

- MacLaine tiene una estrella en el Paseo de la Fama de Hollywood en 1615 Vine Street.